# 65 (број)
65 је број, нумерал и име глифа који представља тај број. 65 је природан број који се јавља после броја 64, а претходи броју 66.

## У науци
65 је:
- 23. полупрост број.[1]
- октагоналан број.[2]
- Каленов број.[3]
- број за који Мертенсова фунцкија враћа 0.[4]
- магичка константа у нормалном магичном квадрату величине 5х5.
- најмањи цијели број који се може написати као сума два различита позитивна квадрата на два начина, 65 = 82 + 12 = 72 + 42.
- члан Падовановог низа, након 28, 37 и 49 (65 је сума 28 и 37).[5]
- атомски број тербијума.

## Остало
65 је:
- код за међународне директне позиве према Сингапуру.
- број француског департмана Високи Пиринеји.